# Vlag van Nes (Heerenveen)

Vlag van Nes

De vlag van Nes is het dorpsvlag van het Nederlandse dorp Nes, in de Friese gemeente Heerenveen. Bij gemeenteraadsbesluit van 8 december 1985 zijn een wapen en een vlag vastgesteld voor de 18 dorpen van de voormalige gemeente Boarnsterhim. De vlag werd in 1986 geregistreerd.

## Beschrijving
De beschrijving van de vlag is als volgt:
Twee lengtebanen van wit en rood, verhouding van de lengten 2:1; in de witte baan een zwart kruis met een breed voetstuk, van ¾ vlaghoogte.
De kleuren zijn afkomstig van het dorpswapen.

## Symboliek

Zwart kruis: ontleend aan het wapen van de Duitse Orde die te Nes een commanderij had.